# Сусеград
Сусеград (хорв. Susedgrad) — историческая крепость, существовавшая в городе Загреб в Хорватии.

## История
Крепость Сусеград была построена в стратегически важном месте на юго-западном склоне горы Медведница, рядом с Медведградом и Самобором.
В ходе археологических раскопок на территории крепости были обнаружены захоронения относящиеся к IX веку. В захоронении воина был обнаружен железный меч с бронзовыми вставками, который находился на поясе война.
В исторических источниках Сусеград впервые упоминается в 1316 году, когда крепость была подарена королем Венгрии и Хорватии Карлом Робертом одному из феодалов. Впоследствии крепость принадлежала многим знатным родам. Одним из наиболее известных хозяев крепости был Франьо Тахи.
В 1530 году из-за опасности турецкого вторжения крепость была значительно укреплена и перестроена. В 1573 году крепость находилась в эпицентре крестьянского восстания.
Крепость была оставлена после пожара, произошедшего в XVII веке, и на сегодняшний день она находится в руинах. Крепость не была восстановлена из-за потери стратегического значения.
В настоящее время сохранились руины укреплений и двора, а некоторые из каменных и керамических находок, в основном с XV и XVI веков, хранятся в Музее истории Хорватии.
В 30-е годы XX века был разработан проект по реконструкции крепости и создание туристической зоны с многочисленными трассами, скамейками и садами. Однако проект так и не был реализован. Сусеград является охраняемым культурным наследием Республики Хорватия.